# Naoya Senoo
Naoya Senoo (妹尾 直哉 Senoo Naoya?, nacido el 15 de agosto de 1996 en Tsu) es un futbolista japonés que se desempeña como centrocampista.

## Trayectoria

### Clubes
| Club               | País  | Año    |
| ------------------ | ----- | ------ |
| Gamba Osaka        | Japón | 2015 - |
| Gamba Osaka sub-23 | Japón | 2016 - |

## Estadística de carrera

### J. League
| Club               | Año   | J. League | J. League | Copa J. League | Copa J. League | Total | Total |
| Club               | Año   | Part.     | Goles     | Part.          | Goles          | Part. | Goles |
| ------------------ | ----- | --------- | --------- | -------------- | -------------- | ----- | ----- |
| Gamba Osaka        | 2015  | 0         | 0         | 1              | 0              | 1     | 0     |
| Gamba Osaka        | 2016  | 0         | 0         | 0              | 0              | 0     | 0     |
| Gamba Osaka        | 2017  | 0         | 0         | 0              | 0              | 0     | 0     |
| Gamba Osaka sub-23 | 2016  | 29        | 3         | -              | -              | 29    | 3     |
| Gamba Osaka sub-23 | 2017  | 18        | 3         | -              | -              | 18    | 3     |
| Total              | Total | 47        | 6         | 1              | 0              | 48    | 6     |